# Distretto di Farkhar
Il distretto di Farkhar è un distretto dell'Afghanistan appartenente alla provincia del Takhar.